# انتفاضة نوريلسك
انتفاضة نوريلسك كانت إضرابًا كبيرًا من قبل سجناء غولاغ في جورلاج، وهو معسكر خاص في الغالب للسجناء السياسيين، وقد حدث لاحقًا في معسكرين نوريلاج في نوريلسك في الاتحاد السوفيتي في روسيا الحديثة. وقعت الانتفاضة في صيف عام 1953، بعد فترة وجيزة من وفاة جوزيف ستالين. كان حوالي 70%[بحاجة لمصدر] من السجناء أوكرانيين، والكثير منهم قد حكم عليه لمدة 25 عامًا فينا سمي ب«بانديرا ستاندرد». لقد كانت أول ثورة كبرى داخل نظام غولاغ في 1953-1954، مع أن العديد من حالات الاضطراب السابقة في معسكرات غولاغ معروفة. لقد قادها بافيل فرينكيل في المخيم رقم واحد، وبوريس شاماييف في المخيم رقم ثلاثة D، وييفين هريتسياك في المخيم رقم أربعة، وبافيل فيلنيف في المخيم رقم خمسة، وليسيا زيلينسكا في المخيم رقم ستة.

## التاريخ
ما بين 26 مايو و4 أغسطس 195، دخل نزلاء مخيم جورلاج ماين في إضراب استمر ل69 يومًا. كانت هذه أطول انتفاضة في تاريخ غولاج. وفقًا للمحفوظات السوفيتية، كان هناك ما يصل إلى 16,378 سجينًا مضربين في نفس الوقت. من الجدير ذكره أن الانتفاضة وقعت قبل اعتقال لافرينتي بيريا وتزامن قمعها مع أنباء اعتقاله. يمكن اعتبار بدايات الانتفاضة على النحو التالي: وصول موجات السجناء شاركوا في انتفاضات عام 1952 إلى جورلاج، وموت ستالين في 5 مارس 1953، وحقيقة أن العفو الذي أعقب وفاته يُطبق فقط على المجرمين (غير السياسيين) والمدانين لفترات سجن قصيرة وقد كانت النسبة منخفضةً للغاية في جورلاج. كان هناك نظامان للمخيم بالقرب من نوريلسك. لقد أُدين غالبية السجناء في معسكر جورلاج الخاص بتهمة ارتكاب جرائم سياسية. إن غالبية السجناء في نوريلاج ينتمون إلى فئة المجرمين غير السياسيين، مما يسمى بايتوفيكي. اندلعت الانتفاضة إثر إطلاق النار على عدة سجناء بناءً على أوامر من إدارة المخيم. شاركت جميع فئات السجناء في الانتفاضة، مع وجود أدوار قيادية لعبها رجال عسكريون سابقون ومشاركون في حركات التحرر الوطني في غرب أوكرانيا وجورجيا ودول البلطيق.
لم يكن لدى السجناء أي أسلحة، مع أن وزارة الداخلية اقترحت تصنيفها خلال التحقيق بأنها «انتفاضة وثورة مضادة مسلحة ضد السوفييت». (في النهاية، استخدمت المحكمة السوفيتية مصطلح «العصيان الجماعي للسجناء في إدارة المعسكر».) لم يكن العمل مجرد إضراب: تضمنت الإجراءات مجموعة واسعة من أشكال الاحتجاج اللاعنفي داخل القانون السوفيتي: اجتماعات ورسائل إلى الحكومة وإضرابات عن الطعام. لهذا السبب، تم اقتراح مصطلح «انتفاضة الروح»، كأحد أشكال الاحتجاج السلمي ضد نظام غولاغ.

## روابط خارجية
- تاريخ انتفاضة نوريلسك - سجل موجز للأحداث"، مذكرات ليفين هريتسياك (Євген Грицяк) باللغة الأوكرانية
- IEvhen Hrytsiak, "The Norilsk uprising: Short memoirs", Munchen, Ukrainisches Institut fur Bildungspolitik (1984) 63p.